# Spegeln och ramen
Spegeln och ramen är en kuplett av Karl Gerhard, som finns på film skapad för invigningen av biografen Spegeln den 22 oktober 1935. Gerhard är filmad så gott som uteslutande via olika varianter av speglar. 